# John Montagu (3e comte de Salisbury)
Pour les articles homonymes, voir John Montagu.
John Montagu (v. 1350 – 7 janvier 1400), 3e comte de Salisbury, est un noble anglais faisant partie des rares à rester fidèles à Richard II d'Angleterre après qu’Henri IV a pris le pouvoir.

## Biographie

### Jeunesse
John Montagu est le fils de John Montagu et Margaret de Monthemer. Son père est le frère cadet de William Montagu. Sa mère est la fille de Thomas de Monthermer et la petite-fille de Ralph de Monthermer et de Jeanne d'Angleterre. Jeune, Montagu se distingue au cours de la Guerre de Cent Ans, puis en partant combattre les païens en Prusse, probablement dans l'expédition menée par Henri Bolingbroke, futur roi Henri IV d'Angleterre.

### Courtisan royal
John Montagu est convoqué au parlement en 1391 en tant que baron Montagu (en). Il est un favori du roi depuis le début du règne de celui-ci, et l'accompagne au cours de son expédition en Irlande en 1394 et 1395. En tant que conseiller privé, il soutient le mariage de Richard avec Isabelle de Valois. Au cours des voyages en France en vue du mariage, il rencontre et encourage Christine de Pisan, dont le fils est éduqué à la maison des Montagu. Montagu est un Lollard, et le roi lui fait des remontrances à ce sujet.
Lorsque sa mère meurt à cette époque, John hérite de la baronnie de Monthermer et de ses propriétés. En 1397, il devient comte de Salisbury à la mort de son oncle et hérite du manoir de Bisham et d'autres propriétés. Il reste toujours un des majeurs appuis aristocratiques du roi Richard II, le protégeant du duc de Gloucester et du comte de Warwick. Il persuade le roi d'épargner la vie de ce dernier. Il reçoit une partie des propriétés confisquées à Thomas de Beauchamp, et est fait chevalier de la Jarretière en 1399.
Au début de l'année 1399, il mène avec succès une mission en France pour éviter le mariage entre Henri Bolingbroke et la fille du duc de Berry. En mai, il accompagne une nouvelle fois le roi dans une expédition en Irlande. Quand les nouvelles du retour de Bolingbroke en Angleterre parviennent jusqu'à eux, il revient immédiatement au Pays de Galles pour lever une armée. Quand celle-ci déserte, il conseille au roi de s’enfuir vers Bordeaux. Au lieu de ça, Richard est emprisonné, Henri prend place sur le trône, et en octobre Montagu est arrêté avec d’autres conseillers de Richard et enfermé dans la tour de Londres.

### Mort
Montagu doit répondre de l’arrestation et de la mort de Thomas de Woodstock en 1397. Il est finalement relâché à la suite de l'intervention de la sœur du roi Henri, Élisabeth, comtesse de Huntingdon. Peu de temps après, Montagu est impliqué avec Jean Holland, comte de Huntingdon, et d’autres dans la révolte de l'Épiphanie, un complot visant à tuer le roi Henri IV et restaurer Richard II. Après l’échec du complot, il est capturé à Cirencester et exécuté. Son fils aîné, Thomas Montagu récupère finalement le comté.